# Північно-Східна Фрисландія
Північно-Східна Фрисландія (нід. Noordoost-Friesland, фриз. Noardeast-Fryslân) — громада в провінції Фрисландія (Нідерланди).

## Історія
Громада була утворена 1 січня 2019 роки шляхом об'єднання громад Донгерадел, Фервердерадел та Колюмерланд-ен-Ніукрейсланд.

## Географія
Територія громади займає 516,45 км², з яких 377,83 км² — суша і 138,62 км² — водна поверхня. Станом на лютий 2020 року у громаді мешкає 45 266 особи.

### Населені пункти муніципалітету
Міста
- Доккюм

Села
- Алсюм
- Аньюм
- Аугсбюрт
- Аудвауде
- Блея
- Борнвірд
- Брантгюм
- Бюрдард
- Бюрюм
- Ваксенс
- Вансверт
- Варфстермолен
- Венклостер
- Вестергест
- Ветсенс
- Вірюм
- Галлюм
- Гантюм
- Гантюмгейзен
- Гегебейнтюм
- Гіауре
- Гіннюм
- Голверд
- Е
- Енгвірюм
- Звагербос
- Їслюм
- Коллюм
- Коллюмерзваг
- Коллюмерпомп
- Ліуссенс
- Ліхтард
- Маррюм
- Метславір
- Моддергат
- Морра
- Мюннекезейл
- Нес
- Ніавір
- Остернейкерк
- Остмагорн
- Острюм
- Пасенс
- Рард
- Рейтсюм
- Тернард
- Трімен
- Фаудгюм
- Ферверд
- Яннюм
- Яусвір

## Визначні мешканці
- Гемма Фрізіус (1508 у Доккюмі – 1555) — нідерландський лікар, математик, картограф, філософ, гравер, майстер астрономічних інструментів та автор глобуса Землі.
- Ліве ван Айтсема (1600 у Доккюмі – 1669) — нідерландський історик[5]
- Балтазар Беккер (1634 у Мітселвірі - 1698) — фламандський мислитель, прихильник фізики Декарта.